# Taça dos Vencedores de Taças de Hóquei em Patins de 1991-92
A Taça dos Vencedores de Taças de Hóquei em Patins de 1991-92 foi a 16.ª edição da Taça das Taças.
Os italianos do Roller Monza venceram o troféu pela segunda vez, derrotando os espanhóis do CP Voltregà na final.

## Equipas participantes
| País          | Clube          | Classificação                                     |
| ------------- | -------------- | ------------------------------------------------- |
| Alemanha      | RSC Cronenberg | 2.º lugar da Liga Alemã de 1990/91                |
| Andorra       | Andorra        | Wild Card                                         |
| Espanha       | CP Voltregà    | Finalista da Taça do Rei de 1990/91               |
| França        | La Vendéenne   | 2.º lugar da Liga Francesa de 1990/91             |
| Itália        | Roller Monza   | Finalista do play-off da Liga Italiana de 1990/91 |
| Países Baixos | RHC Residentie | 2.º lugar da Liga Neerlandesa de 1990/91          |
| Portugal      | Sporting CP    | Vencedor da Taça das Taças de 1990/91             |
| Portugal      | SL Benfica     | Vencedor da Taça de Portugal de 1990/91           |
| Suíça         | Genève RHC     | Vencedor da Taça da Suíça de 1990/91              |

## Jogos

#### 1.ª Eliminatória
| Equipa 1 | Total | Equipa 2    | 1.ª Mão | 2.ª Mão |
| -------- | ----- | ----------- | ------- | ------- |
| Andorra  | 8-16  | CP Voltregà | 5-10    | 3-6     |

### Fase final
|  | Quartos-de-final | Quartos-de-final | Quartos-de-final | Quartos-de-final |                |                | Meias-finais | Meias-finais | Meias-finais |  |             | Final | Final | Final |
|  |                  |                  |                  |                  |                |                |              |              |              |  |             |       |       |       |
|  | 1                | Sporting CP      | 6                | 1                |                |                |              |              |              |  |             |       |       |       |
|  | 8                | CP Voltregà      | 4                | 4                |                |                |              |              |              |  |             |       |       |       |
|  | 8                | CP Voltregà      | 4                | 4                |                | CP Voltregà    | 11           | 5            |              |  |             |       |       |       |
|  |                  |                  |                  |                  |                | CP Voltregà    | 11           | 5            |              |  |             |       |       |       |
|  |                  | Genève RHC       | 5                | 2                |                |                |              |              |              |  |             |       |       |       |
|  | 4                | Genève RHC       | 5                | 2                | La Vendéenne   | 5              | 1            |              |              |  |             |       |       |       |
|  | 4                |                  |                  |                  | La Vendéenne   | 5              | 1            |              |              |  |             |       |       |       |
|  | 5                | Genève RHC       | 5                | 8                |                |                |              |              |              |  |             |       |       |       |
|  | 5                | Genève RHC       | 5                | 8                |                |                |              |              |              |  | CP Voltregà | 3     | 5     |       |
|  |                  |                  |                  |                  |                |                |              |              |              |  | CP Voltregà | 3     | 5     |       |
|  |                  | Roller Monza     | 3                | 6                |                |                |              |              |              |  |             |       |       |       |
|  | 3                | Roller Monza     | 3                | 6                | RHC Residentie | 3              | 1            |              |              |  |             |       |       |       |
|  | 3                |                  |                  |                  | RHC Residentie | 3              | 1            |              |              |  |             |       |       |       |
|  | 6                | RSC Cronenberg   | 2                | 3                |                |                |              |              |              |  |             |       |       |       |
|  | 6                | RSC Cronenberg   | 2                | 3                |                | RSC Cronenberg | 2            | 2            |              |  |             |       |       |       |
|  |                  |                  |                  |                  |                | RSC Cronenberg | 2            | 2            |              |  |             |       |       |       |
|  |                  | Roller Monza     | 5                | 7                |                |                |              |              |              |  |             |       |       |       |
|  | 2                | Roller Monza     | 5                | 7                | SL Benfica     | 6              | 1            |              |              |  |             |       |       |       |
|  | 2                |                  |                  |                  | SL Benfica     | 6              | 1            |              |              |  |             |       |       |       |
|  | 7                | Roller Monza     | 6                | 5                |                |                |              |              |              |  |             |       |       |       |
|  | 7                | Roller Monza     | 6                | 5                |                |                |              |              |              |  |             |       |       |       |

#### Quartos-de-final
| Equipa 1       | Total | Equipa 2       | 1.ª Mão | 2.ª Mão |
| -------------- | ----- | -------------- | ------- | ------- |
| Sporting CP    | 7-8   | CP Voltregà    | 6-4     | 1-4     |
| La Vendéenne   | 6-13  | Genève RHC     | 5-5     | 1-8     |
| RHC Residentie | 4-5   | RSC Cronenberg | 3-2     | 1-3     |
| SL Benfica     | 7-11  | Roller Monza   | 6-6     | 1-5     |

#### Meias-finais
| Equipa 1       | Total | Equipa 2     | 1.ª Mão | 2.ª Mão |
| -------------- | ----- | ------------ | ------- | ------- |
| CP Voltregà    | 16-7  | Genève RHC   | 11-5    | 5-2     |
| RSC Cronenberg | 4-12  | Roller Monza | 2-5     | 2-7     |

#### Final
| Equipa 1    | Total | Equipa 2     | 1.ª Mão | 2.ª Mão |
| ----------- | ----- | ------------ | ------- | ------- |
| CP Voltregà | 8-9   | Roller Monza | 3-3     | 5-6     |

| Vencedor da Taça das Taças 1991/92 |
| ---------------------------------- |
|                                    |
| Roller Monza (2.º título)          |